# Щукинский лесопарк
Щукинский лесопарк (Покровское-Стрешнево II) — лесопарк в Северо-Западном округе Москвы в районе Щукино. Входит в состав лесопарка Покровское-Стрешнево. Площадь лесного массива 22 гектара. Лесопарк имеет статус особо охраняемой природной территории.

## Географическое местоположение
Щукинский лесопарк располагается на северо-западе Москвы в районе Щукино. Лесной массив ограничен тремя улицами: севере — Щукинской; на востоке — Академика Курчатова и на юго-западе — Маршала Василевского. Ближайшая станция метро — «Щукинская».

## Флора и фауна
Раньше территорию занимал сосновый бор — Большая Всехсвятская роща. От него остались несколько деревьев, средний возраст которых колеблется около ста пятидесяти лет.
Остальные деревья посажены достаточно недавно. Среди них в основном растут: берёза, вяз, клён, липа, лиственница. Наибольшее количество деревьев из молодого поколения занимает клён.
Земля в лесопарке редко покрыта травой. Травяные культуры представлены: осокой волосистой, живучкой ползучей, папоротниками и снытью.
В лесопарке произрастает три вида, включённые в Красную книгу города Москвы: ландыш майский, спрассис курчавый (грибная капуста), хохлатка плотная.
Животный мир на территории представлен некоторыми видами птиц и мелких животных (белки, грызуны).
В лесопарке проложены аллеи, дорожки, обустроены детские площадки. Сюда часто приходят местные жители для отдыха.